# Trecalèids
Els trecaleids (Trechaleidae) són una família d'aranyes araneomorfes, descrita per Eugène Simon el 1890. Són reconegudes com el "grup de gènere Trechalea" i es considera que, segons Sierwald, "no són parents propers dels pisàurids (Pisauridae).
Totes les espècies viuen a l'Amèrica Central i Sud-amèrica, a excepció de Shinobius orientalis, que és endèmica del Japó.

## Sistemàtica
Segons el World Spider Catalog amb data de 20 de gener de 2019, aquesta família té reconeguts 16 gèneres i 120 espècies de les quals 39 pertanyen al gènere Enna. El creixement dels darrers anys és considerable, ja que el 20 de novembre de 2006 i hi havia citats 15 gèneres i 75 espècies.
- Amapalea Silva & Lise, 2006 – Brasil
- Barrisca Chamberlin i Ivie, 1936 – Colòmbia, Veneçuela, Panamà, Perú
- Caricelea Silva & Lise, 2007 – Perú
- Dossenus Simon, 1898 – Panamà, Colòmbia, Trinidad, Perú, Brasil
- Dyrines Simon, 1903 – Panamà, Veneçuela, Perú, Guyana, Brasil
- Enna O. P-Cambridge, 1897 – Amèrica Central i Sud-amèrica
- Heidrunea Brescovit & Höfer, 1994 – Brasil
- Hesydrus Simon, 1898 – Amèrica Central i Sud-amèrica
- Neoctenus Simon, 1897 – Guyana, Brasil, Perú
- Paradossenus F. O. Pickard-Cambridge, 1903  – Amèrica Central i Sud-amèrica
- Paratrechalea Carico, 2005 – Argentina, Uruguai, Brasil
- Rhoicinus Simon, 1898 – Ecuador, Veneçuela, Perú, Guyana, Brasil
- Shinobius Yaginuma, 1991 – Japó
- Syntrechalea F. O. Pickard-Cambridge, 1902 – Amèrica Central i Sud-amèrica
- Trechalea Thorell, 1869 – Amèrica Central i Sud-amèrica
- Trechaleoides Carico, 2005 – Argentina, Brasil, Paraguai, Uruguai

El gènere Demelodos (Mello-Leitão, 1943), és dubtós segons Silva i Lise (20104) perquè la descripció es basa en una femella immadura. De la mateixa manera Dyrinoides (Badcock, 1932) perquè segons Carico (19935) es basat en exemplars joves.

### Fòssils
Segons el World Spider Catalog versió 19.0 (2018), existeixen els següents gèneres fòssils:
- †Eotrechalea Wunderlich, 2004
- †Esuritor Petrunkevitch, 1942

### Superfamília
Els trecalèids havien format part dels licosoïdeus (Lycosoidea), una superfamília formada per dotze famílies entre les quals cal destacar pel seu nombre d'espècies: els licòsids (2.304), els ctènids (458), els oxiòpids (419) i els pisàurids (328). Les aranyes, tradicionalment, havien estat classificades en famílies que van ser agrupades en superfamílies. Quan es van aplicar anàlisis més rigorosos, com la cladística, es va fer evident que la major part de les principals agrupacions utilitzades durant el segle XX no eren compatibles amb les noves dades. Actualment, els llistats d'aranyes, com ara el World Spider Catalog, ja ignoren la classificació de superfamílies.